# Adamów Drwalewski
Adamów Drwalewski – wieś w Polsce położona w województwie mazowieckim, w powiecie grójeckim, w gminie Chynów.
Wieś wchodzi w skład sołectwa Pieczyska
W latach 1975–1998 miejscowość administracyjnie należała do województwa radomskiego.